# Mike Almayehu
Mikael "Mike" Almayehu, född 10 maj 1983, är en etiopisk skådespelare bosatt i Sverige. Han är känd från TV-serien Det nya landet och har också varit med i teaterpjäsen Bara barnet på Stockholms stadsteater. Almayehu har även gästsjungit i musikgruppen Wisemen Collective.

## Filmografi (komplett)
- 2000 - Det nya landet - Ali

## Teater

### Roller (ej komplett)
| År   | Roll | Produktion                 | Regi            | Teater       |
| ---- | ---- | -------------------------- | --------------- | ------------ |
| 2001 |      | Eliza George Bernard Shaw  | Eva Bergman     | Backa teater |
| 2002 |      | Hatten är din Mats Kjelbye | Alexander Öberg | Backa teater |

## Utmärkelser
- 2001 - São Paulo International Film Festival - Internationella juryns pris, hedersomnämnande för Det nya landet